# 259 км (зупинний пункт)
259 кіломе́тр — залізничний пасажирський зупинний пункт Рівненської дирекції залізничних перевезень Львівської залізниці.
Розташований неподалік від села Лісове Рокитнівського району Рівненської області на лінії Сновидовичі — Сарни між станціями Остки (5 км) та Рокитне-Волинське (6 км).
Станом на серпень 2019 року щодня дві пари дизель-потягів прямують за напрямком Олевськ — Сарни.